# Прапор Шастра
Прапор Шастра був прийнятий рішенням ради від невідомої дати як прапор муніципалітету Шастр в провінції Валлонський Брабант. Прапор можна описати так:
Синій із серією білих смужок і жовтою діагональною смугою.
Прапор відповідає дизайну прапора Ради геральдики та вексилології (фр. Conseil d'héraldique et de vexillologie). Прапор являє собою гербове полотнище з гербами родини Ван Онін. Цей герб утворює один із двох щитів міського герба.

Герб Шастра